# Torre BBVA (Caracas)
La Torre BBVA (también conocida como Centro Financiero Provincial) es un rascacielos ubicado en la ciudad de Caracas, capital de Venezuela. Fue diseñada por los arquitectos Gustavo Machado, John Machado y Félix Paván; e inaugurada en 1982. Con 35 plantas y 159 metros de altura, destaca por ser la quinta Torre de oficinas más alta de la ciudad y de Venezuela. Se encuentra ubicada en la Parroquia Candelaria del Municipio Libertador, al noroeste de Caracas, específicamente en la esquina de Cervecería. 
En este edificio funciona la sede de una de las principales instituciones financieras privadas que operan en el país, el Banco Provincial, que es controlada por el grupo español Banco Bilbao Vizcaya o BBVA, de allí que, a partir de 1997, se le llame Torre BBVA Banco Provincial.

## Características

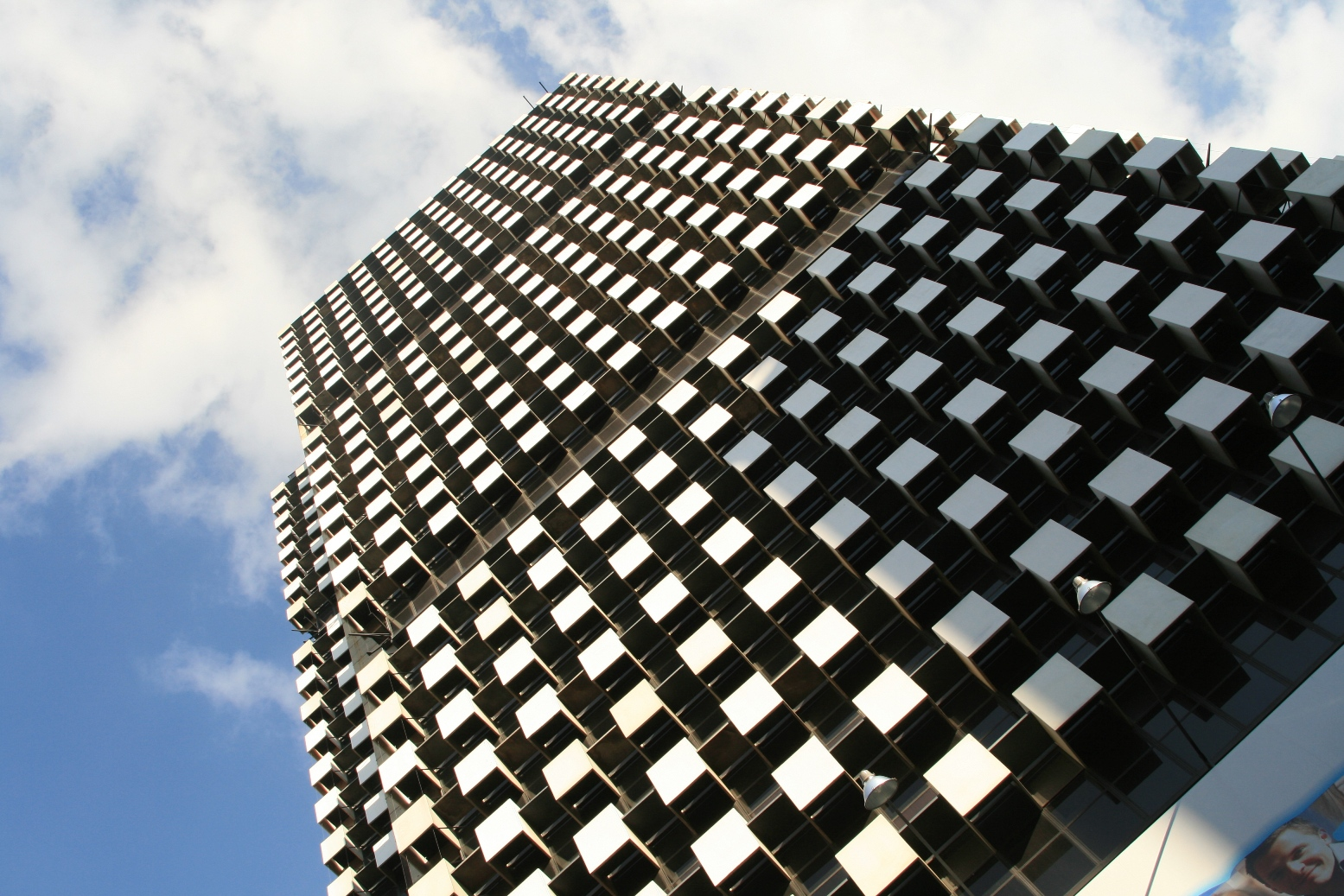
Fachada exterior.

### Detalles externos
Se caracteriza por la fuerte presencia del arte cinético, que cubre a la torre y al vestíbulo. Toda la fachada de la torre está cubierta con cristal y una serie repetitiva de cubos blancos de concreto, los cuales realizan un proceso de difuminado hasta el azul, destacándose entre los otros rascacielos, dando un toque elegante, repetitivo y moderno. La zona superior del vestíbulo presenta mármol, materiales plásticos rojos y una obra de Jesús Soto titulada "Cubo Virtual".